# Wooden Ships
Wooden Ships ist ein Antikriegslied von David Crosby, Paul Kantner und Stephen Stills. Der Song, der von der Zeit nach einem Atomkrieg handelt, wurde 1969 sowohl von Crosby, Stills & Nash als auch von Kantners Band Jefferson Airplane aufgenommen und veröffentlicht. Im August 1969 präsentierten beide Formationen ihre Version auf dem Woodstock-Festival.

## CSN-Version

### Entstehung

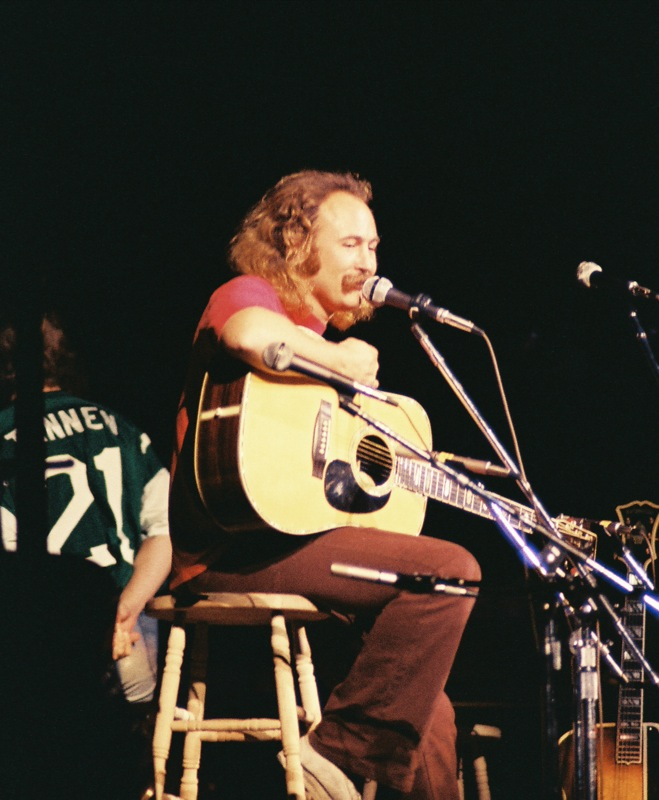
David Crosby im August 1974

Die Melodie geht auf David Crosby zurück, während Stills und Kantner den Hauptteil des Textes beisteuerten. Kantner, der damals juristische Streitigkeiten mit seinem Management hatte, durfte aus rechtlichen Gründen nicht in den ursprünglichen Credits erwähnt werden. Crosby hatte die Musik so weit fertig. Im März 1968 hatte er ein Demotape ohne Textgesang aufgenommen, das er den beiden anderen Musikern nun an Bord seines Segelschiffs Mayan vorspielte. Die Mayan war ein von John Gale Alden (1884–1962) konstruierter und 1947 in British Honduras gebauter Schoner, der bei Fort Lauderdale vor Anker lag. David Crosby erwarb den Schoner Anfang 1969 und lebte auch zeitweise auf dem Schiff, wo neben Wooden Ships weitere Songs wie The Lee Shore und Carry Me entstanden. Crosby erinnerte sich im Begleittext zur 4-CD-Retrospektive Crosby, Stills & Nash (1991) folgendermaßen:

“Written in the main cabin of my boat the Mayan. I had the music already. Paul Kantner wrote two verses, Stephen wrote one, and I added the bits at both ends.”

„Geschrieben in der Kabine meines Boots Mayan. Die Musik hatte ich bereits fertig. Paul schrieb zwei Strophen, Stephen schrieb eine, und ich fügte an beiden Enden etwas hinzu.“

Die Eingangszeile, die sich direkt an den Zuhörer richtet, hatte Crosby auf einem Schild vor einer Baptistenkirche in Florida aufgeschnappt und unverändert übernommen:

“If you smile at me, I will understand, cause that is something everybody everywhere does in the same language.”

„Wenn du mich anlächelst, dann werde ich verstehen, denn das machen alle überall in derselben Sprache.“

Stephen Stills machte sich im Studio an die Arbeit zur Produktion des Songs. Er fertigte im April 1968 ein weiteres Demotape an, das Jahrzehnte später auf dem Album Just Roll Tape: April 26th 1968 (Rhino Records, 2007) enthalten war. Im Januar 1969 probten Crosby, Stills und Nash erstmals für ihr Debütalbum:

„Einer der ersten Songs, die wir probten, war Wooden Ships (…) Mann, wie wir eintauchten und unsere Schleifen drehten! Als wir den Refrain sangen, merkten wir, dass wir in unbekanntes Terrain vordrangen (…) Nun wussten wir, was wir mit unserem Harmoniegesang anstellen konnten.“

Die fertige Aufnahme erschien im Mai 1969 auf dem Debütalbum Crosby, Stills & Nash, bei der Stills neben der Leadgitarre auch die Hammondorgel und den E-Bass eingespielt hatte. Am 17. August 1969, zwischen 3 und 4 Uhr morgens, spielten Crosby, Stills, Nash and Young Wooden Ships auf der Woodstock Music & Art Fair erstmals vor einem größeren Publikum.

### Inhalt

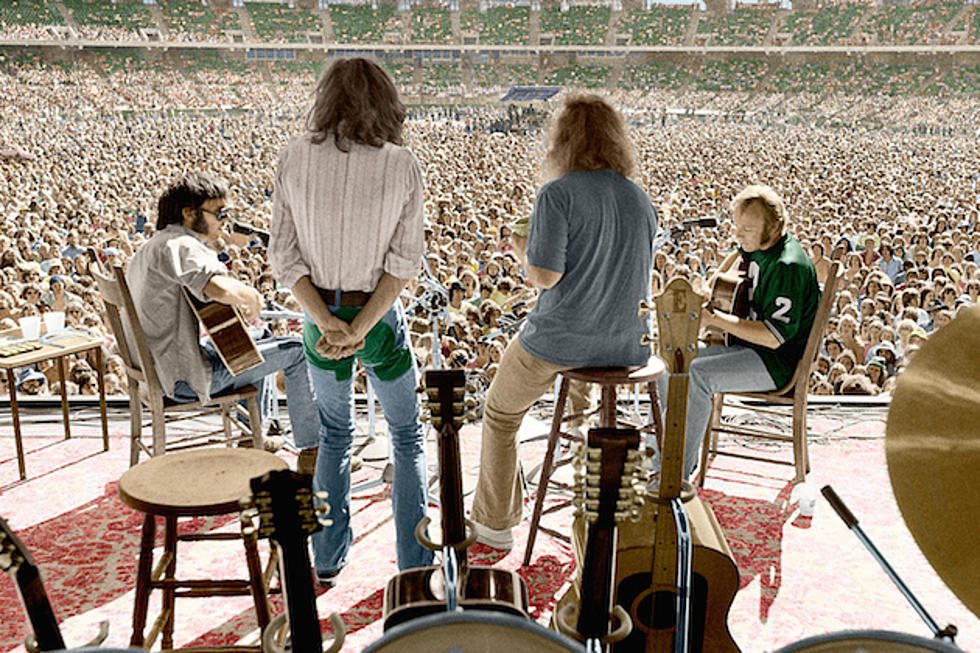
Crosby, Stills, Nash & Young 1974

Wooden Ships entstand in der Hochphase von Vietnamkrieg und Kaltem Krieg. Crosby, Kantner und Stills imaginierten während des Komponierens ein postapokalyptisches Szenario und betrachteten sich selbst an Bord der Mayan als Überlebende: „We imagined ourselves as the few survivors, escaping on a boat to create a new civilization.“ Die „silver people on the shoreline“ aus der namensgebenden Strophe sind Menschen in Strahlenschutzanzügen, die an der Küste zurückbleiben. Die letzte Strophe gibt an, dass das Schiff sich in Richtung Süden auf den Weg macht („And it’s a fair wind blowin’ warm out of the south over my shoulder, guess I’ll set a course and go“).
Eine Besonderheit weist der Gesang in den von Kantner getexteten Passagen auf. Nach der von Stills vorgetragenen Einleitung kommt es zu einem Dialog zwischen Crosby und Stills als Vertreter der zwei ursprünglich verfeindeten Parteien: „I can see by your coat, my friend, you’re from the other side“. Man fragt sich, welche Seite den Krieg denn nun gewonnen habe und teilt sich einige „violette Beeren“, die als gemeinsamer Proviant für die kommenden Tage dienen werden. Dann wechselt der beinahe gesprochene Dialog in einen dreistimmigen Harmoniegesang mit Graham Nash.

### Mitwirkende
- David Crosby: Gesang, elektrische Rhythmusgitarre
- Steve Stills: elektrische Leadgitarre, Hammondorgel, E-Bass
- Graham Nash: Harmoniegesang
- Dallas Taylor: Schlagzeug

### Aufnahmen
- 1969: Crosby, Stills & Nash (Atlantic)
- 1969: Live at Fillmore East, 1969 – Crosby, Stills, Nash & Young (Rhino, 2024)
- 1971: Another Stoney Evening – Crosby & Nash (Grateful Dead Records/Arista)[8]
- 1973: Winterland (4.+7. Oktober 1973)
- 1974: Stephen Stills Live (Atlantic, 1975)
- 1991: Am 3. November spielten Crosby, Stills, Nash & Young anlässlich des Unfalltodes ihres Konzertpromoters Bill Graham im Golden Gate Park auf dem Bill Graham Memorial Concert (Outsider Records)[9]
- 1997: Aufnahme von Crosby, Stills & Nash in die Rock & Roll Hall of Fame
- 2019: Am 15. Oktober begleitete David Crosby die Band Steely Dan bei den Songs Wooden Ships und Reelin’ in the Years im Beacon Theatre in New York City.[10]

## Jefferson-Airplane-Version
Jefferson Airplane hatten mit Triad zuvor schon eine Komposition von David Crosby übernommen und auf ihrem 1968er Album Crown of Creation veröffentlicht; Triad, ein Stück über eine Dreiecksbeziehung, war ursprünglich für die Byrds gedacht gewesen, wurde aber von Roger McGuinn und Chris Hillman abgelehnt, was mit zum Bruch zwischen Crosby und der Band führte. Jefferson Airplane, begleitet von Nicky Hopkins, präsentierten eine zwanzigminütige Liveversion von Wooden Ships am 16. August 1969 zwischen 8 und 9 Uhr auf dem Woodstock-Festival und damit einen Tag vor Crosby, Stills, Nash and Young. Die Albumversion von Wooden Ships erschien erst im November 1969 auf der LP Volunteers. Die Version der Airplane beginnt mit Wind- und Bootsgeräuschen, wie dem Knacken der Planken und dem Rauschen der Wellen, bevor der psychedelische Klang der Leadgitarre von Jorma Kaukonen einsetzt. Den Gesang teilen sich Paul Kantner, Grace Slick und Marty Balin.
Mitwirkende
- Grace Slick: Gesang
- Paul Kantner: Gesang und elektrische Rhythmusgitarre
- Marty Balin: Gesang
- Jorma Kaukonen: elektrische Leadgitarre
- Jack Casady: E-Bass
- Spencer Dryden: Schlagzeug
- Nicky Hopkins: Klavier
- David Crosby: Segelbootgeräusche

## Kritiken
Lindsay Planer schrieb auf AllMusic: „Diese apokalyptische Fabel ist der Höhepunkt von zwei der besten Rockalben der späten 60er Jahre – dem selbstbetitelten Debüt von Crosby, Stills & Nash (CSN) und Volunteers von Jefferson Airplane…“

## Rezeption
Neil Young, der nach Erscheinen des Debütalbums als viertes Bandmitglied zu CSN kam, rechnete später in dem Song Hippie Dream (auf dem Album Landing on Water von 1986) mit seinem Bandkollegen David Crosby und dessen Kokain-Abhängigkeit ab. Darin verwendete er das Bild von den Wooden Ships als Metapher für eine gescheiterte Utopie: „And the wooden ships are just a hippie dream, capsized in excess, if you know what I mean.“ (Und die hölzernen Schiffe sind nur ein Hippie-Traum, wegen Überladung gekentert, wenn du verstehst, was ich meine.)

### Demos
- David Crosby: Wooden Ships (Demo) auf YouTube
- Stephen Stills: Wooden Ships (Demo) auf YouTube

### Aufnahmen von CSN
- Crosby, Stills & Nash: Wooden Ships auf YouTube
- Crosby, Stills & Nash: Wooden Ships (Live at Winterland, 1973) auf YouTube
- Crosby, Stills & Nash: Wooden Ships (Live at Cow Palace, 1989) auf YouTube
- Crosby, Stills, Nash & Young: Wooden Ships (Bill Graham Memorial Concert, Golden Gate Park, 1991) auf YouTube
- Crosby, Stills & Nash: Wooden Ships (Induction into the Rock & Roll Hall of Fame, 1997) auf YouTube

### Aufnahmen von Jefferson Airplane
- Jefferson Airplane: Wooden Ships (Official Audio) auf YouTube
- Jefferson Airplane: Wooden Ships (Live at The Woodstock Music & Art Fair, 16. August 1969) auf YouTube